# EP u amaterskom boksu 1959.
13. Europsko prvenstvo u amaterskom boksu 1959. se održalo od 24. – 31. svibnja 1959. u švicarskom gradu Luzernu.
Boksači su se po borili za odličja u deset težinskih kategorija. Sudjelovalo je 180 boksača iz 25 država.
Boksači iz Poljske i SSSR-a su osvojili po 3 naslova prvaka, iz SR Njemačke su osvojili 2, a iz Finske i Italije po 1 naslov prvaka.
| Kategorija            | zlato                  | srebro          | bronca                             |
| muha (-51 kg)         | Manfred Homberg        | Gyula Török     | Adam McClean Vladimir Stoljnjikov  |
| bantam (-54 kg)       | Horst Rascher          | Oleg Grigorjev  | Zygmunt Zawadzki Miodrag Mitrović  |
| pero (-57 kg)         | Jerzy Adamski          | Peter Goschka   | André Juncker Orhan Tus            |
| laka (-60 kg)         | Olli Mäki              | Dimitar Velinov | Iosif Mihalic Ferenc Kellner       |
| poluvelter (-63,5 kg) | Vladimir Jengibarjan   | Piero Brandi    | István Juhász Rupert König         |
| velter (-67 kg)       | Leszek Drogosz         | Carmelo Bossi   | Henry Perry Bruno Guse             |
| polusrednja (-71 kg)  | Nino Benvenuti         | Henryk Dampc    | Rolf Caroli Dragoslav Jakovljević  |
| srednja (-75 kg)      | Gennadij Šatkov        | Tadeusz Walasek | Colin McCoy Harry Scott            |
| poluteška (-81 kg)    | Zbigniew Pietrzykowski | Gheorghe Negrea | Leonid Senkin Giulio Saraudi       |
| teška (+81 kg)        | Andrej Abramov         | David Thomas    | Władysław Jędrzejewski Josef Němec |